# Dairago
Dairago is een gemeente in de Italiaanse metropolitane stad Milaan (regio Lombardije) en telt 4813 inwoners (31-12-2004). De oppervlakte bedraagt 5,6 km², de bevolkingsdichtheid is 915 inwoners per km².

## Demografie
Dairago telt ongeveer 1822 huishoudens. Het aantal inwoners steeg in de periode 1991-2001 met 5,6% volgens cijfers uit de tienjaarlijkse volkstellingen van ISTAT.
| Jaar | Inwoneraantal |
| ---- | ------------- |
| 1991 | 4337          |
| 2001 | 4580          |

## Geografie
Dairago grenst aan de volgende gemeenten: Busto Arsizio (VA), Legnano, Magnago, Villa Cortese, Buscate, Busto Garolfo, Arconate.